# Le Gulf Stream
Pour les articles homonymes, voir Gulfstream.
Le Gulf Stream est un tableau peint par Winslow Homer en 1899. Il mesure 71,5 cm de haut sur 124,8 cm de large. Il est conservé au Metropolitan Museum of Art à New York.
Le titre de ce tableau vient du Gulf Stream, un courant océanique.